# Коронник юнгаський
Коронник юнгаський (Basileuterus punctipectus) — вид горобцеподібних птахів родини піснярових (Parulidae). Мешкає в Болівії і Перу.

## Таксономія
Юнгаські коронники вважалися підвидом смугастоголового коронника, однак за результатами молекулярно-генетичного дослідження був визнаний окремим видом.

### Підвиди
Виділяють три підвиди:
- B. p. inconspicuus Zimmer, JT, 1949 — південно-східне Перу, північно-західна Болівія;
- B. p. punctipectus Chapman, 1924 — центральна Болівія;
- B. p. canens Zimmer, JT, 1949 — південна Болівія.

## Поширення і екологія
Юнгаські коронники живуть в болівійській і перуанській Юнзі на висоті до 3000 м над рівнем моря.